# Fondaparinux
Il fondaparinux (Arixtra) è un farmaco ospedaliero di sintesi ed è stato il primo antitrombotico inibitore selettivo del fattore Xa ad aver ricevuto l'approvazione della Food and Drug Administration (FDA) per la prevenzione e il trattamento della trombosi venosa profonda. Il farmaco è stato autorizzato dall'EMA (European Medicines Agency) nel 2002 ed è in commercio in Italia dal 2003. Il fondaparinux si lega solamente all'antitrombina III, inducendo un cambio conformazionale che ne moltiplica l'affinità per il Xa di circa 300 volte. Una volta che l'antitrombina si lega al fattore Xa, un ulteriore cambio di conformazione rilascia il pentasaccaride immutato, mentre il complesso enzima-inibitore è eliminato dalla circolazione.

## Introduzione
Nel corso degli anni sono stati molti gli approcci esplorati nello sviluppo di farmaci antitrombotici che inibiscono gli enzimi nei percorsi di coagulazione. Nel 1916 fu scoperta l’eparina non frazionata (Unfractionated Heparin - UFH) che, seppur ben funzionante, presentava innumerevoli limitazioni funzionali tra cui, una elevata densità di carica negativa, una bassa biodisponibilità, una via di somministrazione parenterale e la necessità di eseguire frequenti controlli di laboratorio sulla capacità coagulativa dei pazienti. Da non sottovalutare, inoltre, era anche l’interazione dell’eparina con il fattore piastrinico 4 (Platelet factor 4 - PF4), il quale, cambiando la sua conformazione dopo il legame con il farmaco, provocava trombocitopenia indotta dall’eparina (Heparin-Induced Thrombocytopenia - HIT).
Queste osservazioni sono state utilizzate per la sintesi di molecole con un migliore profilo d’inibizione della trombina senza però legare il PF4 ed evitando così l’insorgenza di HIT. Tuttavia, il loro uso rimane limitato a causa della necessità di somministrazione parenterale, a causa di un elevato rischio emorragico e di un costante monitoraggio.  Il capostipite di questa nuova classe di farmaci è il fondaparinux.
Il fondaparinux è un pentasaccaride di sintesi (1,728 kD) formato da tre molecole di D-glucosamina intervallate da acido D-glucuronico e acido L-iduronico.

### Trombocitopenia indotta da eparina
La HIT è causata da anticorpi (principalmente IgM e IgG) contro i complessi formati da PF4 ed eparina. Il PF4 è una proteina che si trova nelle piastrine ed è fondamentale nella regolazione del delicato equilibrio tra i meccanismi di coagulazione e di anticoagulazione del sangue. Una volta che si sono formati gli immunocomplessi, questi, si legano alle proteine circolanti e provocano trombocitopenia ovvero, diminuiscono drasticamente il numero delle piastrine circolanti determinando così un'eccessiva riduzione della capacità coagulativa del sangue. Gli anticorpi, inoltre, possono legare il PF4 anche quando questo è legato alle cellule endoteliali; in questo caso si viene a formare una lesione immunitaria dei vasi sanguigni che può causare eventi trombotici.
I pazienti trattati con eparina hanno condizioni di comorbidità che li predispongono a trombocitopenia. Risulta quindi difficile correlare con certezza l'assunzione di eparina con l'insorgenza di questa patologia. Eppure è fondamentale essere certi di questa relazione perché, qualora si presentasse, è necessaria la sostituzione della terapia antitrombotica. La sostituzione si fa con farmaci della classe degli inibitori diretti della trombina (di solito argatroban per via endovenosa).

## Somministrazione
Il fondaparinux sodico viene somministrato tramite iniezione sottocutanea con una singola dose e viene completamente assorbito. Non può essere somministrato per via intramuscolare. Per facilitare la somministrazione, il paziente deve stare seduto o supino. Il farmaco deve essere somministrato a livello del tessuto adiposo ed è bene alternare i siti di iniezione ogni giorno (per esempio alternare la parete addominale anterolaterale o posterolaterale destra e sinistra). Con indice e pollice si crea una piega della pelle in cui va inserito interamente l'ago della siringa. Si spinge lo stantuffo della siringa per tutta la lunghezza di quest'ultima, fino a quando l'ago non si ritira automaticamente dalla pelle e si ritrae nella boccola di sicurezza. Il fondaparinux non va co-somministrato con altre iniezioni o infusioni.

## Farmacocinetica

### Assorbimento
Fondaparinux ha una biodisponibilità assoluta del 100%, viene quindi completamente assorbito. In seguito a una singola iniezione di 2,5 mg, si raggiunge il picco della concentrazione plasmatica dopo circa due ore (Cmax media =0,34 mg/l).

### Distribuzione
Il volume di distribuzione è compreso tra i 7 e gli 11 l. Il volume di distribuzione (VD) indica come il farmaco si distribuisce nell'organismo. VD è il volume di fluidi biologici necessario a contenere il farmaco presente nell'organismo alla stessa concentrazione in cui si trova nel plasma. Se VD è un numero molto elevato (es: 200 l o 300 l), il farmaco è quasi totalmente assente nel plasma quindi si è distribuito nei vari organi/tessuti in maniera molto efficiente. In questo caso il VD del fondaparinux è un numero molto basso; questo ci indica che il farmaco rimane all'interno del circolo sistemico (cosa positiva dato che è dove deve agire) e diffonde poco nei tessuti circostanti.
Una volta iniettato, per il 94%, va a legarsi all'antitrombina III; dato che non il farmaco si lega ad altre proteine plasmatiche non si verificano interazioni farmacologiche dovute a spiazzamento dal legame con le proteine.
Il fondaparinux è una molecola di sintesi quindi la sua composizione è sempre costante. Ha quindi un effetto anticoagulante costante e non richiede un monitoraggio continuo del paziente.

### Metabolismo ed Eliminazione
Il fondaparinux non è soggetto a metabolismo e viene escreto immodificato (64 -77%) con le urine.
Ha un'emivita compresa tra 17 e 21 ore (la variabilità è dovuta all'età del soggetto preso in considerazione). Studi in vitro hanno dimostrato che non inibisce il sistema CYP450, quindi si ritiene che non interagisca con altri farmaci tramite l'inibizione del metabolismo da parte del CYP.

## Meccanismo d'azione
Il fondaparinux è un inibitore indiretto e specifico del fattore X attivato (Xa) che agisce attraverso l’attivazione dell’antitrombina III, una glicoproteina prodotta dal fegato che disattiva diversi enzimi del sistema della coagulazione. Associata al fattore Xa, l’antitrombina rilascia la molecola di fondaparinux stabilizzandosi in un complesso biomolecolare inattivo che viene eliminato dal fegato. L’inibizione funzionale e la deplezione del fattore Xa ostacolano la formazione dei coaguli fibrinici. In vivo, però, l’attività del farmaco non è completamente sviluppata, in quanto i complessi fondaparinux/antitrombina legano e inibiscono il fattore Xa libero con efficienza molto superiore rispetto al fattore Xa già integrato nella protrombinasi, un complesso catalitico in grado di convertire la protrombina circolante in trombina.
In vitro, Fondaparinux aumenta l’affinità dell’antitrombina anche verso il fattore VII della coagulazione e verso il fattore VIIa legato al fattore tissutale, però non è chiaro se questo possa avere un effetto sull’azione anticoagulante del farmaco. A differenza del fattore VII, è considerata ininfluente l’inibizione diretta, evidenziata dal Fondaparinux, verso il fattore IXa. Fondaparinux non influenza direttamente la funzione e i livelli plasmatici di trombina in quanto per questi effetti è necessaria una struttura polisaccaridica costituita da almeno 16-18 monosaccaridi che non è presente nella molecola. Il rapporto di inibizione fattore Xa/trombina per il Fondaparinux è quindi molto superiore rispetto all’eparina non frazionata o alle eparine a basso peso molecolare.

## Applicazioni terapeutiche

### Trombosi venosa profonda
Il Fondaparinux è utilizzato in associazione con il warfarin per il trattamento di pazienti con trombosi venosa profonda (TVP). L’uso simultaneo di questi due farmaci viene iniziato il primo giorno di terapia e mantenuto fino a quando il paziente non presenta un INR stabile di almeno 2 per un periodo di almeno 24 ore. Quando viene considerata una terapia con Fondaparinux devono essere seguite le usuali precauzioni associate alla terapia con anticoagulanti. I risultati di molti studi clinici randomizzati e a doppio cieco hanno dimostrato che l’uso di 2,5 mg giornalieri di fondaparinux risultano più efficaci di 40 mg giornalieri di enoxaparina (entrambi somministrati per via sottocutanea) nella prevenzione di TVP.

### Chirurgia generale
Il fondaparinux è usato anche per la prevenzione del tromboembolismo venoso causato da interventi di chirurgia generale come, per esempio, chirurgia addominale, ginecologica e urologica. I pazienti che presentano un elevato rischio di tromboembolismo venoso vengono trattati sia a livello farmacologico (somministrazione di fondaparinux, eparina non frazionata o eparina a basso peso molecolare) che a livello non farmacologico/meccanico (compressione pneumatica intermittente o calze a compressione graduata).

### Embolismo polmonare
Usato in associazione con il warfarin, fondaparinux è efficace anche nel trattamento dell’embolismo polmonare. In uno studio randomizzato sono stati comparati gli effetti di Fondaparinux ed eparine a basso peso molecolare in pazienti affetti da questa patologia: i risultati hanno dimostrato una simile efficacia nella prevenzione di eventi tromboembolici. Circa il 14,5% dei pazienti trattati con fondaparinux sono stati dimessi precocemente dall’ospedale e hanno proseguire la terapia autonomamente a casa.

## Controindicazioni
- Emorragie post-operatorie.[5]
- Ipersensibilità nota al fondaparinux o a uno degli eccipienti.[5]
- Sanguinamenti clinicamente significativi in atto.[5]
- Anemia.[5]
- Endocardite batterica acuta.[5]
- Trombocitopenia ed alterazioni della coagulazione.[5]
- Sanguinamento (ematomi, sanguinamento gengivale).[5]

## Dosaggio
La dose raccomandata di fondaparinux è circa 2,5 mg di soluzione iniettabile in siringa preriempita (si può arrivare anche a 10 mg). Prima di iniziare la terapia con questo farmaco bisogna accertarsi che non ci siano rischi di emorragie (di media si attendono circa 6 ore dopo la fine dell'intervento chirurgico). Un sovradosaggio può portare ad un aumentato rischio di sanguinamento. Ad oggi non esiste un antidoto.
Il fondaparinux non è consigliato nei bambini al di sotto dei 17 anni.
Il fondaparinux non deve essere usato in pazienti affetti da insufficienza renale grave. Nel caso in cui la compromissione renale sia moderata, la dose deve essere ridotta a 1,5 mg al giorno. Nei pazienti con insufficienza renale lieve non è necessaria alcuna riduzione del dosaggio.
Nei pazienti affetti da insufficienza epatica lieve o moderata, anche in questo caso, non è necessaria alcuna riduzione del dosaggio ma, nei pazienti affetti da insufficienza epatica grave, il fondaparinux non viene somministrato.

## Interazioni farmacologiche
La somministrazione concomitante di fondaparinux e di sostanze che possono accrescere il rischio di emorragia aumenta il rischio di sanguinamento. La contemporanea somministrazione di Fondaparinux e di farmaci che inibiscono la coagulazione potrebbe provocare interazioni farmacodinamiche, ma non sono stati rilevati importanti effetti clinici di fondaparinux sulla farmacodinamica di anticoagulanti orali o di inibitori dell’aggregazione piastrinica. Fondaparinux non influenza né l’attività INR di warfarin, né il tempo di sanguinamento sotto trattamento con acido acetilsalicilico o piroxicam, né l farmacocinetica della digossina allo steady state (stato stazionario). Fondaparinux accelera la velocità con cui l’antitrombina neutralizza il fattore Xa inducendo un cambio conformazionale nell’antitrombina e questo induce un aumento dell’affinità dell’antitrombina III per il fattore Xa. Con l’uso di fondaparinux, l’anticoagulazione sembra derivare da una rapida inibizione del fattore Xa da parte dell’antitrombina III, che inibisce la conversione della protrombina a trombina e la conseguente formazione di trombi. È eliminato principalmente per via urinaria e dovrebbe essere usato con attenzione in pazienti con moderata insufficienza renale e non dovrebbe essere usato affatto in pazienti con una acuta insufficienza renale.